# L'Insecte
L’Insecte est un récit de Jean-Michel Iribarren paru en 2000 aux éditions du Seuil, dans la collection Solo de René de Ceccatty. Le livre a la forme d’un long monologue dans lequel s’exprime le virus du sida lui-même. Il raconte la vie et la mort des homosexuels au début de l’épidémie, années 1980 et début des années 1990. L'auteur s'interroge sur le positionnement de la société face à l’hécatombe d’une génération.

## Analyse
Le texte veut théoriser le silence qui a entouré la mort des homosexuels lors des années SIDA. Il s’appuie sur cette idée de faire parler le virus du sida pour conter et dénoncer ce dont lui-même est à l’origine, c’est cette idée paradoxale qui fonde le livre. Ce dernier est tout du long articulé sur l’opposition entre « eux » et « les autres ». « Eux » sont les « garçons du sida », les séropositifs et leurs amis homosexuels, victimes indirectes. Est-ce que « les autres » représentent les hétérosexuels ? L’auteur (voir interview) s’oppose à cette simplification. La plupart des personnages du livre porte des noms symboliques, comme des noms d’indiens, qui donnent au texte une autre dimension, moins simplement réaliste. « L’Insecte » est un livre sur la nécessité de ne pas oublier, quitte à faire mal.

## Extraits
- j'affirme que les autres les ont obligés eux à se cacher et à se taire et que eux en sont morts autant que eux sont morts de moi virus du sida (p. 57)
- pour moi il y a: eux et l'hécatombe que j'ai provoquée parmi eux sans que personne lève le petit doigt, ce qui donc constitua pour moi "la" découverte, l'unique découverte (p. 21)